# 100 mètres féminin aux Jeux olympiques d'été de 1952 (athlétisme)
Navigation
Londres 1948 Melbourne 1956
L'épreuve du 100 mètres féminin aux Jeux olympiques d'été de 1952 s'est déroulée le 21 et 22 juillet 1952 au Stade olympique d'Helsinki, en Finlande. Elle est remportée par l'Australienne Marjorie Jackson.

## Faits marquants
56 concurrentes représentant 27 nations participent à l'épreuve.
Les deux favorites étaient la tenante du titre, la Néerlandaise Fanny Blankers-Koen, et l'Australienne  Marjorie Jackson. Cependant, la Néerlandaise, qui remporte sa série en 11 s 9 puis se qualifie pour les demi-finales, souffre d'une infection du sang et déclare forfait sur ordre médical. Pendant ce temps, Jackson remporte sa série en 11 s 6, record olympique, et égale ce temps en quarts (11 s 84 électriques). L'Australienne court en 11 s 5 (11 s 72) sa demi-finale, avec plus de 4 dixièmes d'avance sur toutes les autres concurrentes, mais ce record ne sera pas homologué.
Marjorie Jackson confirme en finale et égale le record du monde de 11 s 5. L'écart avec la deuxième, la Sud-africaine Daphne Hasenjager, qui conserve une petite avance sur Shirley Strickland, est le plus grand jamais enregistré en finale olympique.
En fin de saison, Fanny Blankers-Koen égalera le record du monde, mais Marjorie Jackson le battra ensuite en 11 s 4.

## Résultats

### Finale
| Rang               | Athlète            | Pays                   | Temps   | Note |
| ------------------ | ------------------ | ---------------------- | ------- | ---- |
| Médaille d'or      | Marjorie Jackson   | Australie              | 11 s 67 | =WR  |
| Médaille d'argent  | Daphne Hasenjager  | Union d'Afrique du Sud | 12 s 05 |      |
| Médaille de bronze | Shirley Strickland | Australie              | 12 s 12 |      |
| 4                  | Winsome Cripps     | Australie              | 12 s 16 |      |
| 5                  | Maria Sander       | Allemagne              | 12 s 27 |      |
| 6                  | Mae Faggs          | États-Unis             | 12 s 27 |      |

### Demi-finales
Les trois premières de chaque série se qualifient pour la finale.
| Rang | Athlète           | Pays             | Temps   | Note |
| ---- | ----------------- | ---------------- | ------- | ---- |
| 1    | Marjorie Jackson  | Australie        | 11 s 75 | Q    |
| 2    | Winsome Cripps    | Australie        | 12 s 16 | Q    |
| 3    | Mae Faggs         | États-Unis       | 12 s 16 | Q    |
| 4    | Nadezhda Khnykina | Union soviétique | 12 s 17 |      |
| 5    | Marga Petersen    | Allemagne        | 12 s 19 |      |

| Rang | Athlète            | Pays                   | Temps   | Note |
| ---- | ------------------ | ---------------------- | ------- | ---- |
| 1    | Daphne Hasenjager  | Union d'Afrique du Sud | 12 s 13 | Q    |
| 2    | Shirley Strickland | Australie              | 12 s 17 | Q    |
| 3    | Maria Sander       | Allemagne              | 12 s 24 | Q    |
| 4    | Puck Brouwer       | Pays-Bas               | 12 s 32 |      |
| 5    | Vera Krepkina      | Union soviétique       | 12 s 41 |      |
| 6    | Helga Klein        | Allemagne              | 12 s 53 |      |

### Quarts de finale
Les trois premières de chaque série se qualifient pour les demi-finales.
| Rang | Athlète            | Pays            | Temps   | Note   |
| ---- | ------------------ | --------------- | ------- | ------ |
| 1    | Marjorie Jackson   | Australie       | 11 s 84 | Q, =OR |
| 2    | Marga Petersen     | Allemagne       | 12 s 30 | Q      |
| 3    | Puck Brouwer       | Pays-Bas        | 12 s 33 | Q      |
| 4    | Giuseppina Leone   | Italie          | 12 s 42 |        |
| 5    | Heather Armitage   | Grande-Bretagne | 12 s 58 |        |
| 6    | Tsvetana Berkovska | Bulgarie        | 12 s 60 |        |

| Rang | Athlète             | Pays             | Temps   | Note |
| ---- | ------------------- | ---------------- | ------- | ---- |
| 1    | Maria Sander        | Allemagne        | 12 s 20 | Q    |
| 2    | Fanny Blankers-Koen | Pays-Bas         | 12 s 22 | Q    |
| 3    | Mae Faggs           | États-Unis       | 12 s 22 | Q    |
| 4    | Irina Turova        | Union soviétique | 12 s 28 |      |
| 5    | Eleanor McKenzie    | Canada           | 12 s 44 |      |
| 6    | Yvette Monginou     | France           | 12 s 66 |      |

| Rang | Athlète              | Pays                   | Temps   | Note |
| ---- | -------------------- | ---------------------- | ------- | ---- |
| 1    | Daphne Hasenjager    | Union d'Afrique du Sud | 12 s 19 | Q    |
| 2    | Vera Krepkina        | Union soviétique       | 12 s 26 | Q    |
| 3    | Winsome Cripps       | Australie              | 12 s 30 | Q    |
| 4    | June Foulds          | Grande-Bretagne        | 12 s 45 |      |
| 5    | Janet Moreau         | États-Unis             | 12 s 67 |      |
| 6    | Anna-Lisa Augustsson | Suède                  | 12 s 68 |      |

| Rang | Athlète             | Pays                   | Temps   | Note |
| ---- | ------------------- | ---------------------- | ------- | ---- |
| 1    | Nadezhda Khnykina   | Union soviétique       | 12 s 29 | Q    |
| 2    | Helga Klein         | Allemagne              | 12 s 27 | Q    |
| 3    | Shirley Strickland  | Australie              | 12 s 28 | Q    |
| 4    | Cathy Hardy         | États-Unis             | 12 s 31 |      |
| 5    | Edna Maskell        | Union d'Afrique du Sud | 12 s 38 |      |
| 6    | Liliana Tagliaferri | Italie                 | 13 s 14 |      |

### Séries
Les deux premières de chaque série se qualifient pour les quarts de finale.
| Rang | Athlète            | Pays      | Temps   | Note |
| ---- | ------------------ | --------- | ------- | ---- |
| 1    | Winsome Cripps     | Australie | 12 s 18 | Q    |
| 2    | Tsvetana Berkovska | Bulgarie  | 12 s 43 | Q    |
| 3    | Liliain Heinz      | Argentine | 13 s 01 |      |
| 4    | Ulla Pokki         | Finlande  | 13 s 06 |      |
| 5    | Nilima Ghose       | Inde      | 13 s 80 |      |

| Rang | Athlète             | Pays       | Temps   | Note |
| ---- | ------------------- | ---------- | ------- | ---- |
| 1    | Mae Faggs           | États-Unis | 12 s 44 | Q    |
| 2    | Liliana Tagliaferri | Italie     | 12 s 86 | Q    |
| 3    | Aranka Szabä-Bartha | Hongrie    | 12 s 90 |      |
| 4    | Elzbieta Bocian     | Pologne    | 13 s 10 |      |

| Rang | Athlète           | Pays             | Temps   | Note |
| ---- | ----------------- | ---------------- | ------- | ---- |
| 1    | Puck Brouwer      | Pays-Bas         | 12 s 26 | Q    |
| 2    | Irina Turova      | Union soviétique | 12 s 25 | Q    |
| 3    | Vittoria Cesarini | Italie           | 12 s 78 |      |
| 4    | Tang Pui Wah      | Singapour        | 14 s 08 |      |

| Rang | Athlète          | Pays               | Temps   | Note |
| ---- | ---------------- | ------------------ | ------- | ---- |
| 1    | Helga Klein      | Allemagne          | 12 s 30 | Q    |
| 2    | Heather Armitage | Grande-Bretagne    | 12 s 57 | Q    |
| 3    | Liliain Buglia   | Argentine          | 12 s 62 |      |
| 4    | Alexandra Sicoe  | Rép. pop. roumaine | 12 s 93 |      |
| 5    | Leena Sipilë     | Finlande           | 13 s 70 |      |

| Rang | Athlète              | Pays      | Temps   | Note |
| ---- | -------------------- | --------- | ------- | ---- |
| 1    | Maria Sander         | Allemagne | 12 s 42 | Q    |
| 2    | Anna-Lisa Augustsson | Suède     | 12 s 67 | Q    |
| 3    | Rosella Thorne       | Canada    | 12 s 77 |      |
| 4    | Ilona Tolnai         | Hongrie   | 12 s 95 |      |
| 5    | Ayako Yoshikawa      | Japon     | 13 s 00 |      |

| Rang | Athlète                | Pays       | Temps   | Note |
| ---- | ---------------------- | ---------- | ------- | ---- |
| 1    | Giuseppina Leone       | Italie     | 12 s 38 | Q    |
| 2    | Janet Moreau           | États-Unis | 12 s 68 | Q    |
| 3    | Nel Büch               | Pays-Bas   | 12 s 95 |      |
| 4    | Jorun Askersrud-Tangen | Norvège    | 13 s 18 |      |
| 5    | Sonja Pretat           | Suisse     | 14 s 93 |      |

| Rang | Athlète           | Pays            | Temps   | Note |
| ---- | ----------------- | --------------- | ------- | ---- |
| 1    | Cathy Hardy       | États-Unis      | 12 s 18 | Q    |
| 2    | June Foulds       | Grande-Bretagne | 12 s 34 | Q    |
| 3    | Alberte de Campou | France          | 12 s 44 |      |
| 4    | Helena de Menezes | Brésil          | 12 s 83 |      |
| 5    | Ana Maria Fontain | Argentine       | 13 s 33 |      |

| Rang | Athlète          | Pays      | Temps   | Note  |
| ---- | ---------------- | --------- | ------- | ----- |
| 1    | Marjorie Jackson | Australie | 11 s 86 | Q, OR |
| 2    | Yvette Monginou  | France    | 12 s 64 | Q     |
| 3    | Luella Law       | Canada    | 12 s 70 |       |
| 4    | Thelma Jones     | Bermudes  | 12 s 75 |       |

| Rang | Athlète            | Pays               | Temps   | Note |
| ---- | ------------------ | ------------------ | ------- | ---- |
| 1    | Shirley Strickland | Australie          | 12 s 20 | Q    |
| 2    | Vera Krepkina      | Union soviétique   | 12 s 32 | Q    |
| 3    | Quita Shivas       | Grande-Bretagne    | 12 s 82 |      |
| 4    | Emma Konrad        | Rép. pop. roumaine | 13 s 10 |      |
| 5    | Mary D'Souza       | Inde               | 13 s 40 |      |

| Rang | Athlète                 | Pays                   | Temps   | Note |
| ---- | ----------------------- | ---------------------- | ------- | ---- |
| 1    | Daphne Hasenjager       | Union d'Afrique du Sud | 12 s 16 | Q    |
| 2    | Eleanor McKenzie        | Canada                 | 12 s 41 | Q    |
| 3    | Nelle Sjöström          | Suède                  | 12 s 71 |      |
| 4    | Ibolya Tilkovszky       | Hongrie                | 12 s 75 |      |
| 5    | Phyllis Lightboun-Jones | Bermudes               | 13 s 55 |      |

| Rang | Athlète             | Pays      | Temps   | Note |
| ---- | ------------------- | --------- | ------- | ---- |
| 1    | Fanny Blankers-Koen | Pays-Bas  | 12 s 18 | Q    |
| 2    | Marga Petersen      | Allemagne | 12 s 32 | Q    |
| 3    | Denise Guénard      | France    | 12 s 88 |      |
| 4    | Graviola Ewing      | Guatemala | 13 s 05 |      |

| Rang | Athlète           | Pays                   | Temps   | Note |
| ---- | ----------------- | ---------------------- | ------- | ---- |
| 1    | Edna Maskell      | Union d'Afrique du Sud | 12 s 26 | Q    |
| 2    | Nadezhda Khnykina | Union soviétique       | 12 s 25 | Q    |
| 3    | Hyacinth Walters  | Jamaïque               | 12 s 53 |      |
| 4    | Elfriede Steurer  | Autriche               | 12 s 86 |      |
| 5    | Agneta Hannerz    | Suède                  | 13 s 09 |      |

## Légende
Records et Performances
- AR : Record continental (area record)
- CR : Record des championnats (championship record)
- MR : Record du meeting (meet record)
- NR : Record national (national record)
- OR : Record olympique (olympic record)
- PR : Record paralympique (paralympic record)
- PB : Record personnel (personal best)
- SB : Meilleure performance personnelle de la saison (season's best)
- WL : Meilleure performance mondiale de l'année (world leader)
- WJR : Record du monde junior (world junior record)
- WR : Record du monde (world record)

Circonstances et Conditions
- DNF : N'a pas terminé (did not finish)
- DNS : N'a pas pris le départ (did not start)
- DQ : Disqualification (disqualification)
- NM : Aucun essai valable enregistré (No Mark)
- Q : Qualifié « directement » au prochain tour (ou à la prochaine compétition), lors d'une compétition majeure, grâce au classement ou à la réalisation des minima (automatic qualifier)
- q : Qualifié au prochain tour (ou à la prochaine compétition), lors d'une compétition majeure, grâce au repêchage ou à la réalisation de l'une des meilleures performances parmi celles des « non qualifiés directement » (grâce au meilleur temps ou à la meilleure distance par exemple) (secondary qualifier)